# 赤坂御用地
赤坂御用地（日语：／ akasaka goyōchi */?），也稱赤坂御苑（あかさかぎょえん），是位於日本東京都港區的皇室關聯設施。設有下列御所、皇族宅邸及設施：
1. 仙洞御所
2. 秋篠宫邸
3. 秋篠宫邸分館
4. 三笠宮邸
5. 三笠宫東邸（寬仁親王邸）
6. 高圓宮邸
7. 赤坂東邸
8. 赤坂御苑
9. 皇宮警察本部赤坂護衛署

赤坂御用地是日本皇室成員重要的居住地，除了常陸宮的宅邸位於澀谷區的常盤松御用邸之外，其餘宮家的宅邸均位於赤坂御用地內。位於該地的赤坂御苑為日本皇室年度社交聚會「園遊會」的舉辦地，該地北側則與赤坂迎賓館（舊赤坂離宮）鄰接。
根據財務省的估計，赤坂御用地的地價達1565億日圓，1平方公尺可達30萬元日圓。

## 概要

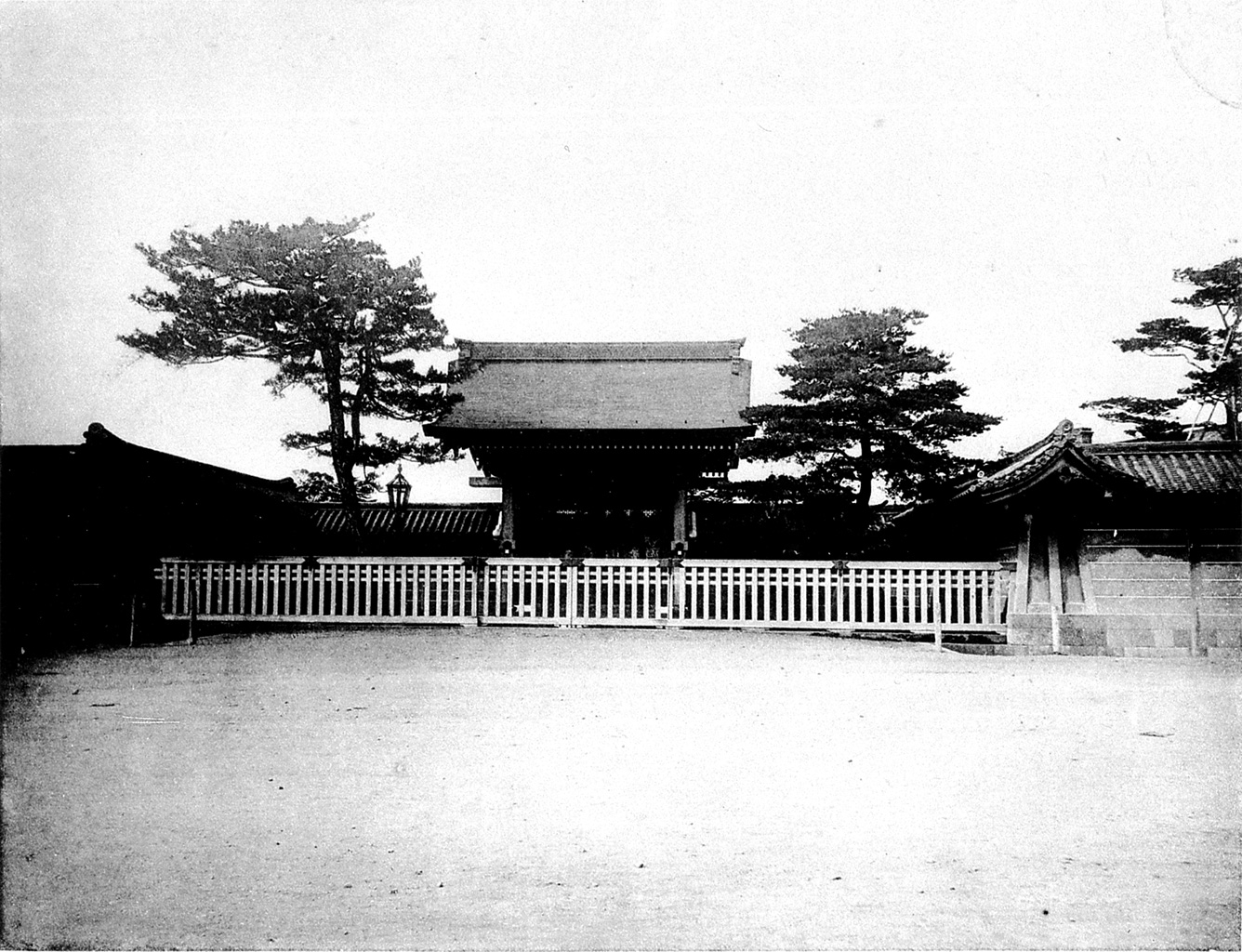
舊紀州屋敷的門
（明治時代初期）

赤坂御用地所在的東京都港區元赤坂2丁目在江戶時代是紀州德川家的上屋敷（紀州藩赤坂藩邸）。明治維新後由政府接收上獻帝室（現在的皇室）。
原先與其他御料地同為皇室財產，第二次世界大戰戰敗與日本國憲法頒布後成為日本國有財產的「皇室用財產」。
1873年（明治6年）皇居失火後，明治天皇曾暫居於此至1888年（明治21年）新皇居（明治宮殿）落成為止。赤坂御用地東北方相鄰的迎賓館（舊赤坂離宮）是日本政府接待外國賓客的場館。

## 御所、宮邸

### 赤坂御所
赤坂御所是位於赤坂御用地北部的天皇一家御所。
2019年（平成31年）4月30日以前，當時德仁仍是皇太子，稱「東宮御所」。天皇一家搬入皇居內的御所（2020年3月以前是上皇明仁、上皇后美智子的住居，稱吹上仙洞御所）後，將進行改建整修，成為上皇的正式御所（仙洞御所）。改建完成以前，上皇暫時居住於高輪皇族邸（御假寓所）。